# Deneb (fartyg)
Deneb är ett av tre sjömätnings-, vraksöknings- och forskningsfartyg som drivs av Bundesamt für Seeschifffahrt und Hydrographie i Hamburg och Rostock. Det ägs av Bundesministerium für Verkehr und digitale Infrastruktur.
Fartyget byggdes av Peene-Werft i Wolgast och togs i tjänst i november 1994. Det används i första hand för sjömätning och vraksökning.
Besättningen är på 16 personer och fartyget tar upp till sju forskare som passagerare. 
Fartygets hemmahamn är Rostock och hon har som arbetsområde den sydvästra delen av Östersjön. 